# Atsuhiro Miura
Atsuhiro Miura, född 24 juli 1974 i Oita prefektur, Japan, är en japansk tidigare fotbollsspelare.